# U-2345
U-2345 – niemiecki okręt podwodny (U-Boot) przybrzeżnego typu XXIII z okresu II wojny światowej. Okręt wszedł do służby w 1944 roku.

## Historia
Położenie stępki nastąpiło 7 września 1944 roku w stoczni Deutsche Werft w Hamburgu; wodowanie 28 października 1944. Okręt wszedł do służby 15 listopada 1944 roku.
U-2345 do zakończenia wojny nie osiągnął gotowości bojowej. Nie wykonał żadnego patrolu bojowego, w związku z tym nie zatopił żadnej jednostki przeciwnika.
Poddany 9 maja 1945 roku w Stavanger (Norwegia), przebazowany 30 czerwca 1945 roku do Loch Ryan (Szkocja). Zatopiony za pomocą ładunków wybuchowych 27 listopada 1945 roku podczas operacji Deadlight.